# Legio III Gallica
Legio III Gallica was een Romeins legioen, opgericht door Julius Caesar in 49 of 48 v.Chr. en actief tot minstens het begin van de vierde eeuw. De benaming Gallica verwijst naar het gegeven dat de legionairs oorspronkelijk gerekruteerd werden in het door Julius Caesar bestuurde  Gallia Cisalpina, de Povlakte. Het symbool van dit legioen was de stier, zoals bij de meeste door Julius Caesar opgerichte legioenen.

## Romeinse burgeroorlog

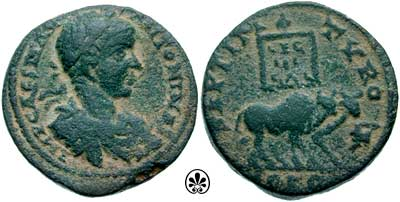
Twee stieren, symbool van het Legio III Gallica, met de standaard LEG III GAL.
(Munt van Elagabalus, die keizer werd dankzij de steun van dit legioen).

De aanleiding voor Julius Caesar het legioen op te richten, was zijn strijd tegen Gnaeus Pompeius Magnus in de burgeroorlog tussen Pompeius en Caesar. Het legioen streed mee in de Slag bij Pharsalus (48 v.Chr.) en de Slag bij Munda (45 v.Chr.) en droeg dan ook bij aan de overwinning van Julius Caesar op Pompeius.
Na de dood van Julius Caesar werd het legioen onderdeel van het leger van Marcus Antonius, tijdens het tweede triumviraat. Onder zijn aanvoering streed het legioen mee in de Slag bij Philippi (42). Mogelijk nam het legioen deel aan de mars op Rome van Antonius' broer Lucius Antonius, maar leed het een nederlaag bij Perusia tegen de legers van Octavianus (41). In 36 streed het legioen onder aanvoering van Marcus Antonius samen met Legio VI Ferrata tegen de Parthische koning Phraates IV, maar ook dit liep uit op een nederlaag.

## Gelegerd in Syria
Na de Slag bij Actium (31) en de dood van Antonius (30) stuurde Octavianus het legioen naar het oosten. Samen met Legio VI Ferrata, Legio X Fretensis en Legio XII Fulminata werd het gelegerd in de provincia Syria. III Gallica en XII Fulminata hadden Raphana als standplaats. In de volgende decennia wordt het legioen niet of nauwelijks genoemd. Wel is duidelijk dat drie van de vier in Syria gelegerde legioenen werden ingezet om de onlusten neer te slaan die in het Joodse land uitbraken na de dood van Herodes de Grote (4 v.Chr.), maar welke legioenen dat waren, is niet vermeld. Vanwege de ligging van Raphana ligt het voor de hand dat III Gallica en XII Fulminata in ieder geval werden ingezet.
In 63 na Chr. wordt het Legio III Gallica ingezet in de campagnes van Gnaeus Domitius Corbulo tegen de Parthische koning Vologases I om de zeggenschap over Armenië. Corbulo liet het legioen in Armenië achter. In 67 viel Corbulo echter ten prooi aan de paranoia van keizer Nero en werd hij gedwongen zelfmoord te plegen. Het Legio III Gallica werd overgeplaatst naar Moesia, bij de grens van de Danuvius (Donau), ter vervanging van het Legio V Macedonica.

## Vierkeizerjaar
In het Vierkeizerjaar (69) verbond het legioen zich, samen met de andere in Moesia gelegerde legioenen, in eerste instantie met Otho en na diens val met Vespasianus. Het legioen speelde een beslissende rol in de Tweede Slag bij Bedriacum, waar Vitellius definitief verslagen werd. Het legioen had uit Syria de gewoonte overgehouden te salueren voor de opkomende zon. Toen zij dat in Bedriacum deden, meenden Vitellius' troepen dat zij salueerden voor versterkingen die vanuit het oosten naderden en zij sloegen op de vlucht. Zo droeg het legioen bij aan de opkomst van de Flavische dynastie.

## Terug in Syria
Na de overwinning op Vitellius zond Vespasianus het legioen terug naar Syria, waar versterking nodig was omdat de in Syrische gelegerde legioenen in Judea streden in de Joodse Oorlog. Veel legionairs stamden oorspronkelijk uit Syria en de terugkeer naar deze provincie werd dan ook opgevat als dankbetuiging van Vespasianus aan het legioen. Vermoedelijk was vanaf deze tijd het legioen gestationeerd in de buurt van Damascus. In deze periode was Plinius de Jongere een van de tribunen van het derde legioen.
In de tweede eeuw werd het legioen ingezet in het neerslaan van de opstand in Judea van Simon bar Kochba (132-136). In Judea zijn uit deze periode verschillende inscripties gevonden die melding maken van heroïsch gedrag van legionairs.
Later in de tweede eeuw streed het legioen mee in campagnes tegen de Parthen onder Lucius Verus tegen de Parthische koning Vologases IV (161-166) en onder Septimius Severus tegen de Parthische koning Vologases V (197-198). Beide keren werden de Parthen verslagen.
In de tweede eeuw was Lucius Artorius Castus een van de centurio's van het legioen.

## Elagabalus
Het Legio III Gallica speelde een belangrijke rol in de opkomst en ondergang van Elagabalus. Terwijl Macrinus nog princeps was, voerde de rijke Julia Maesa (de tante van de kort tevoren door Macrinus vermoorde Caracalla) een fluistercampagne tegen hem, ten gunste van haar kleinzoon Elagabalus. In 218 schonk zij tijdens een bezoek aan het legioen in Syria een grote donatie. Daarop riep het legioen onder leiding van Publius Valerius Comazon de veertien jaar oude Elagabalus bij zonsopkomst op 16 mei 218 tot keizer uit. Samen met andere in het oosten gelegerde legioenen versloeg het Legio III Gallica de troepen van Macrinus in de Slag bij Antiochië. Publius Valerius Comazon, de aanvoerder van III Gallica werd na de veldslag gepromoveerd tot Praefectus praetorio en werd in 220 consul.
In 219 liet het legioen de inmiddels berucht geworden Elagabalus vallen en gaf het steun aan de staatsgreep van de senator Verus. Elagabalus liet Verus echter ombrengen en ontbond het Legio III Gallica. De legionairs werden bij andere legioenen ondergebracht, met name bij Legio III Augusta, dat in Africa gelegerd was en vanwege zware nederlagen tegen woestijnstammen versterking nodig had. Elagabalus' opvolger Severus Alexander herstelde het Legio III Gallica echter in ere en legerde het opnieuw in Syria.
Uit later tijd is niet veel bekend over het Legio III Gallica. Wel is duidelijk dat het in 323 nog steeds in Syria gelegerd is.